# الموت وكل أصدقائه (ألبوم)
الموت وكل أصدقائه أو فيفا لا فيدا أور داث أند أول هيز فراندز (بالإنجليزية: Viva la Vida or Death and All His Friends) هو ألبوم الأستوديو الرابع لفرقة روك بديل الإنجليزية كولدبلاي. صدر يوم 17 يونيو 2008 فلاقى نجاحا كبيرا لدى الجمهور وأصبح الألبوم الأكثر مبيعاً لسنة 2008. كما لاقى استحسان النقاد وفاز بجائزة غرامي لأفضل ألبوم روك سنة 2009.

## روابط خارجية
- الموت وكل أصدقائه على موقع ميتاكريتيك (الإنجليزية)
- الموت وكل أصدقائه على موقع ميتاكريتيك (الإنجليزية)
- الموت وكل أصدقائه على موقع الموسوعة البريطانية (الإنجليزية)
- الموت وكل أصدقائه على موقع أول موفي (الإنجليزية)